# 马西亚克 (吉伦特省)
马西亚克（法語：Marcillac，法語發音：[maʁsijak]）是法国吉伦特省的一个旧市镇，属于布莱区。2019年，马西亚克与市镇圣卡普赖德布莱合并为新市镇瓦勒德利韦讷。

## 地理
马西亚克（45°16'8"N, 0°31'22"W）面积32.23 平方千米，位于法国新阿基坦大区吉倫特省，该省份为法国西南部沿海省份，是法國本土面积最大的省，北起滨海夏朗德省，西临大西洋，南至朗德省，东南接洛特-加龍省，东临多爾多涅省。
与马西亚克接壤的市镇（或旧市镇、城区）包括：布瓦勒东、沙穆亚克、库皮尼亚克、苏梅拉、多讷扎克、雷尼亚克、圣欧班德布莱、圣卡普赖德布莱。
马西亚克的时区为UTC+01:00、UTC+02:00（夏令时）。

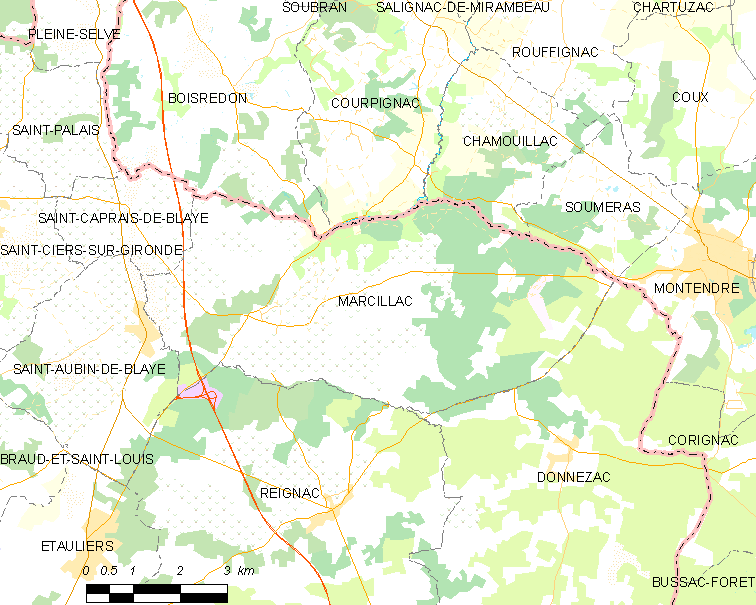
马西亚克的OSM定位图

## 行政
马西亚克的邮政编码为33860，INSEE市镇编码为33267。

## 政治
马西亚克所属的省级选区为河口县。

## 人口

1962-2008年间马西亚克人口变化图示

马西亚克于2018年1月1日时的人口数量为1134人。